# Corbeil-Essonnes
Corbeil-Essonnes je južno predmestje Pariza in občina v osrednjem francoskem departmaju Essonne regije Île-de-France. Leta 1999 je naselje imelo 39.378 prebivalcev.

## Geografija
Naselje leži v osrednji Franciji ob izlivu reke Essonne v Seno 4 km jugovzhodno od Évryja, 28 km od središča Pariza.

## Administracija
Corbeil-Essonnes je sedež dveh kantonov:
- Kanton Corbeil-Essonnes-Vzhod (del občine Corbeil-Essonnes: 18.999 prebivalcev),
- Kanton Corbeil-Essonnes-Zahod (del občine Corbeil-Essonnes, občina Villabé: 25.211 prebivalcev).

Čeprav je uradni sedež okrožja v sosednjem Evryju, pa je administracija postavljena znotraj občine Corbeil-Essonnes.

## Zgodovina
Ime Corbeil izhaja iz latinskega Corbulinum. Od 10. do 12. stoletja je bil glavno mesto grofije. Leta 1418 je prestal obleganje burgundskega vojvoda. Sredi verskih vojn 1562 so ga napadli francoski protestantje.
Občina Corbeil-Essonnes je bila ustanovljena 10. avgusta 1951 z združitvijo občine Corbeil in Essonnes. Mestna hiša je locirana v Corbeilu.

## Zanimivosti
- nekdanja katedrala Saint-Spire (957 do 15. stoletje), do leta 1996 sedež škofije Évry-Corbeil-Essonnes, od 1840 francoski zgodovinski spomenik.

## Pobratena mesta
- Alzira (Španija),
- Belinho (Portugalska),
- East Dunbartonshire (Združeno kraljestvo),
- Sindelfingen (Nemčija).